# オビヒラタエイ
オビヒラタエイ（学名：Urolophus cruciatus）は、ヒラタエイ科のエイの一種。オーストラリア南東部の固有種で、主にビクトリア州とタスマニア州沖に分布し、ニューサウスウェールズ州と南オーストラリア州でも稀に見られる。底魚であり、通常、ビクトリア州沖の100 m以深の砂地や岩場、タスマニア州沖の浅い湾や河口の泥底に生息する。背面に独特の暗色の帯が入る。体盤は楕円形で吻は丸く、鼻孔の間に皮褶がある。尾は短く、側面に皮褶は無く、尾鰭は葉形。若い個体には尾棘前部に背鰭があるものもいる。全長50 cmに達する。
夜行性であり、日中は海底に埋まっている。肉食性で、成魚は海底の甲殻類、多毛類、その他の小型無脊椎動物を捕食し、幼魚は等脚類、端脚類、エビなどの甲殻類を捕食する。
無胎盤性の胎生で、胚は子宮分泌液によって維持される。生殖周期は隔年で、妊娠期間は少なくとも6ヶ月。産仔数は最大4。Yellowback stingaree (U. sufflavus)とは近縁で、交雑することもある。尾棘には毒があり危険。漁獲されることは生息域北部以外では少なく、個体数も安定しているため、国際自然保護連合(IUCN)は低危険種としている。

## 分類

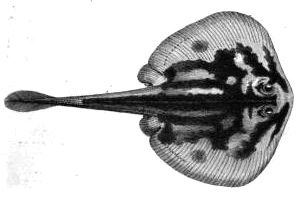
ラセペードによるスケッチ

フランスの博物学者であるベルナール・ジェルマン・ド・ラセペードによって、1804年に『Annales du Muséum d'Histoire Naturelle Paris (国立自然史博物館紀要)』の中で Raja cruciata として記載された。種小名はラテン語で「十字架のような」を意味し、背面の模様に由来する。模式標本はオーストラリア産。 1838年から1841年にかけて発表された『Systematische Beschreibung der Plagiostomen』の中で、ドイツの生物学者であるヨハネス・ペーター・ミュラーとヤーコプ・ヘンレは、本種をヒラタエイ属 Urolophus に分類した。
国際自然保護連合（IUCN）によると、ビクトリア州とタスマニア州では生息地が著しく異なり、さらなる分類学的調査が必要である。Yellowback stingaree(U. sufflavus)と非常に近縁である。形態的な類似性に加え交雑する可能性もあり、2007年の研究では、シトクロムcの塩基配列では区別できなかった。

## 分布と生息地
主にビクトリア州とタスマニア州の沿岸に分布する。東はニューサウスウェールズ州のジャービス湾まで、西は南オーストラリア州のビーチポートまで見られる。底魚であり、生息水深は海岸から大陸斜面上部の210 mまで。ビクトリア州の個体は砂地や岩場を好み、水深25 m以浅ではめったに見られず、水深100 m以深に多い。対照的にタスマニア州の個体は非常に浅い湾や河口の泥底で見られ、汽水域に侵入することもある。

## 形態
体盤は僅かに横幅の広い楕円形で、前縁は平行で、先は鈍角。吻は厚く丸く、突き出ない。眼は小さく、後方に縁の丸いか角ばった噴水孔がある。鼻孔の後ろには突起がある。鼻孔の間には皮褶がある。口は小さくアーチ状で、口底には3 - 5個の乳頭状突起があり、下顎にも乳頭状突起がある。歯は小さく、基部は楕円形で、五角形に並ぶ。鰓孔は小さく、5対ある。腹鰭は小さく、縁が丸い。
尾はやや短く、長さは体盤の63 - 84%。断面は平らな楕円形で、側面に皮褶は無い。半分程の位置に鋸歯状の尾棘がある。幼魚は尾棘の前に小さな背鰭がある。鰭は成長とともに失われるが、小さな隆起として残る場合もある。尾の先端には短い葉形の尾鰭がある。皮歯はまったく無い。背面は灰色から黄褐色で、暗色の縞模様があり、正中線に沿った縦縞と3本の横縞から成る。横幅は一本が眼付近、一本が鰓の上、一本は体盤の中心にある。南部の個体ほど模様がはっきりしている。暗褐色や黒色の個体も少数いる。腹面は黄色がかった白色で、縁は僅かに暗色。尾鰭は体よりも灰色がかっており、尾には薄暗い斑点がある。全長は50 cmに達し、一般に雌の方が大きい。

## 生態

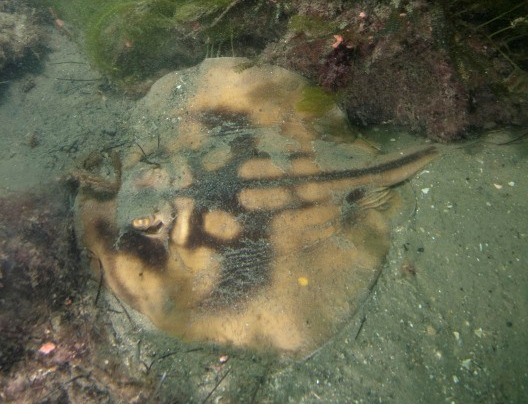
日中は底に埋まっている。

夜行性であり、昼間は海底で動かず、部分的または完全に底に埋まって過ごす。群れを形成し、時には他のエイと混ざる。主に底生生物を捕食する。ビクトリア州沖では獲物の4分の3以上が甲殻類であり、その大部分は等脚類で、残りは端脚類と十脚類。多毛類も捕食するが、鰓曳動物やイカは滅多に食べない。若い個体は主に小さな等脚類、端脚類、エビを食べる。成長につれて、クルマエビ、鰓曳動物、多毛類など、多くの獲物を捕食するようになる。
エビスザメは本種を捕食することが知られている。危険を感じるとサソリのように尾を上げて警告する。本種の寄生虫には、多節条虫亜綱の Acanthobothrium 属、単生綱の Calicotyle urolophiが含まれる。無胎盤性の胎生で、胚が卵黄を使い果たすと、母親によって供給される子宮分泌液から栄養を得る。雌は隔年で1 - 4尾の仔エイを産む。胚の発生期間は6ヶ月だが、受精後に卵が休眠する場合、妊娠期間は長くなる。タスマニアでは、ダーウェント川などの大きな河口で出産する。
仔エイは出生時全長10 - 15 cm、全長20 - 32 cmで性成熟し、成熟時は通常雌の方が大きい。出生時や成熟時の全長には地域差が大きく、生息環境の大きな違いに由来すると考えられる。雌雄とも約6歳で成熟し、少なくとも11年生きる。ニューサウスウェールズ州南部沖合で分布域の重なっている近縁種のYellowback stingareeと自然に交雑する可能性があり、体色の中間的な交雑種が発見されている。軟骨魚類の種間交雑の珍しい例の一つである。

## 人との関わり
尾棘には毒腺があり、人が刺されると危険である。先端が傷口で折れた場合、外科手術が必要になる場合もある。尻尾の付け根は柔軟で、どこに触れても刺される可能性がある。 19世紀には棘に刺されることを防ぐため、漁師は金属製の棒でエイを突き刺し、網から取り除いていた。分布の大部分を占めるバス海峡とタスマニア島西部沖合での漁獲量が少なく、今後増える可能性も低いため、IUCNは本種を低危険種に指定している。ニューサウスウェールズ州沖では、スケトウダラやサメを対象としたトロール網、刺し網漁業で混獲される。漁獲後の死亡率は高く、胎児が死亡する可能性も高い。漁業により深海のエイが多く減少したが、本種が影響を受けたのは生息域のごく一部である。